# Marcel Delaunay

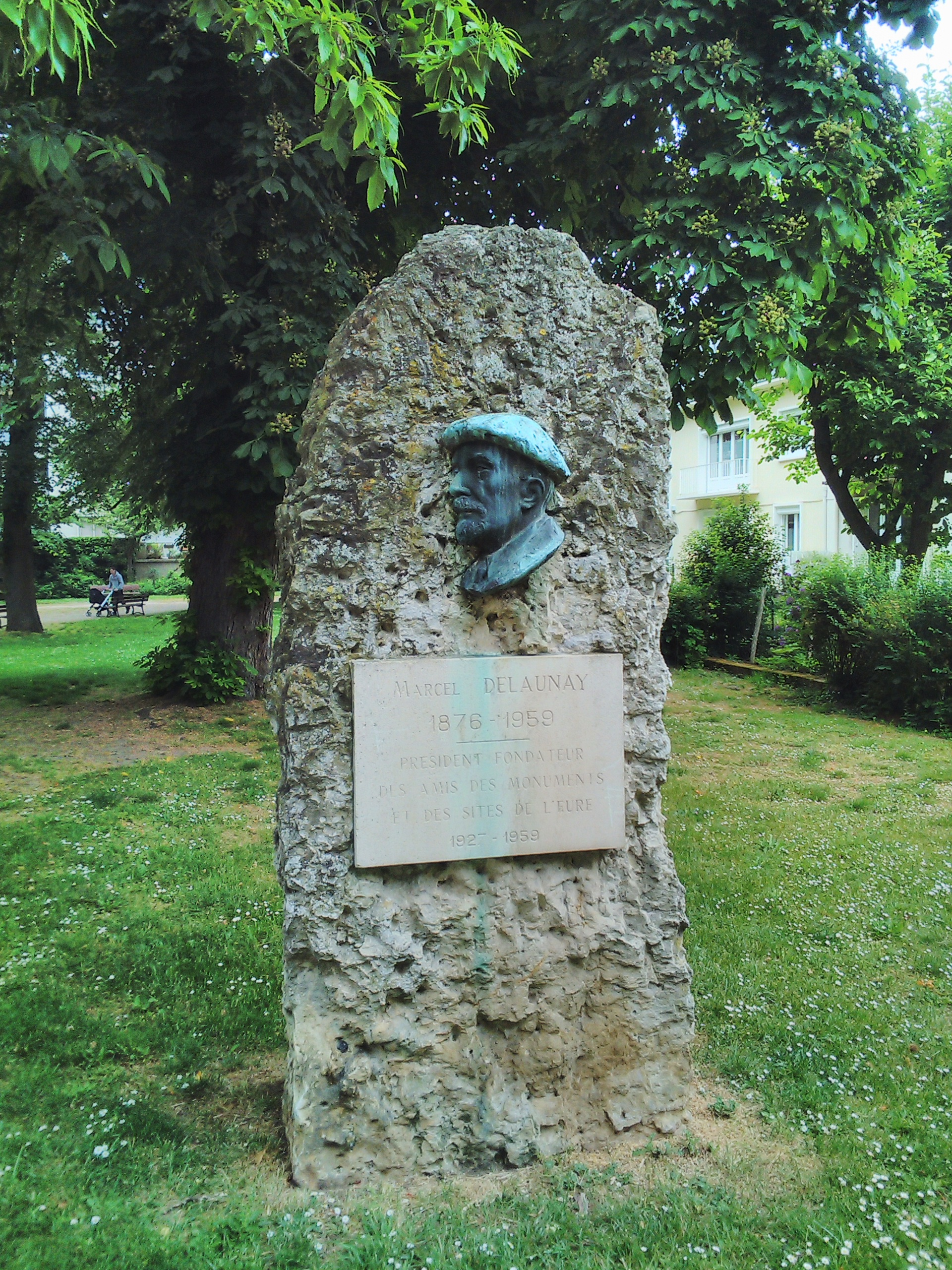
Denkmal für Marcel Delaunay am Square Marcel Delaunay in Evreux.

Marcel Delaunay (* 2. Juli 1876 in Rouen; † 17. Juli 1959 in Tourville-la-Campagne) war ein französischer Künstler und gehörte zur (Maler-)Schule École de Rouen.

## Leben
Marcel Delaunay wurde am 2. Juli 1876 in Rouen in der Rue du Renard geboren. Sein Vater war Marineschneider und Fabrikant von Rouenneries. Marcel Delaunay besuchte verschiedene Schulen in Rouen, unter anderem das Lycée Corneille. Schon früh interessierte er sich für die schönen Künste, insbesondere für die Malerei, und trat in die École des Beaux-Arts in Rouen ein, wo er unter anderem von Charles Frechon unterrichtet wurde.
Bereits mit 19 Jahren stellte er auf dem 34. Salon Municipal des Beaux-Arts in Rouen aus. Ab 1897 arbeitete er für eine englische Firma in Rouen. Mit 24 Jahren heiratete er und stellte weiterhin regelmäßig aus. Da er von den bestehenden Künstlervereinigungen ausgeschlossen wurde, gründete er 1907 zusammen mit Paul Mascart die Société des Artistes Rouennais, die sich ausschließlich aus lokalen Künstlern zusammensetzte.
Unterstützt von Paul Baudoüin, einem bekannten Freskenmaler, organisierte Delaunay erfolgreich die erste Ausstellung der neuen Gesellschaft. Die Ausstellungen erfreuten sich rasch großer Beliebtheit, und die Zahl der ausgestellten Werke nahm ständig zu. Marcel Delaunay stellte regelmäßig aus und erhielt positive Kritiken für seine Werke, darunter Landschaften und Blumenmotive.
Während des Ersten Weltkrieges diente Marcel Delaunay im 21. Territorialregiment und war im Bereich der Tarnung tätig. Auch während des Krieges stellte er seine Werke aus, darunter „Phlox“, das vom französischen Staat angekauft wurde. Nach dem Krieg nahm er weiterhin an Ausstellungen teil und engagierte sich zunehmend für den Umweltschutz. 1927 gründete er die Société des Amis des Monuments et Sites de l’Eure und organisierte verschiedene kulturelle Veranstaltungen.
Während des Zweiten Weltkrieges zog Marcel Delaunay nach Castres, wo er sich intensiv um das dortige Museum kümmerte und die Société des Amis de Goya gründete. Nach dem Krieg kehrte er nach Rouen zurück und setzte seine Arbeit für den Erhalt des Kulturerbes fort. Er war erneut Präsident der Société des Amis des Monuments et Sites de l’Eure und nahm bis ins hohe Alter an Ausstellungen teil.
1953 besuchte er zum letzten Mal das Museum von Castres und erhielt die Goya-Medaille. 1959 starb Marcel Delaunay im Alter von 83 Jahren in seinem Haus in Tourville-la-Campagne. Sein Lebenswerk umfasst nicht nur zahlreiche Kunstwerke, sondern auch wichtige Beiträge zur Erhaltung des kulturellen Erbes seiner Heimatregion.